# Albert Jung (Komponist)
Albert Jung (* 29. April 1899 in St. Ingbert; † 29. Dezember 1970 in Frankfurt am Main) war Dirigent, Kapellmeister und Komponist. Seine wichtigsten Wirkungsorte waren Bad Orb, Frankfurt am Main, Saarbrücken, Thessaloniki und Würzburg. Jung war in den Sparten Orchester, Rundfunk und Fernsehen tätig.

## Leben und Werdegang
Albert Jung wurde am 29. April 1899 in St. Ingbert im Saarland geboren, das zu dieser Zeit noch zu Bayern gehörte. Seine Eltern waren, Johann Jung († 12. Dezember 1918), Inhaber einer Fahrradwerkstatt in St. Ingbert und Margarete Jung († 1. August 1918). Albert Jung besuchte das Gymnasium im benachbarten Zweibrücken, das er mit dem Abitur 1918 abschloss.
Schon früh wurde das musikalische Talent Albert Jungs erkannt und gefördert. Er erhielt neben dem schulischen, zusätzlichen privaten Musikunterricht und war mit seiner kulturbeflissenen Mutter häufiger Gast im Theater Saarbrücken. Bald war auch klar, dass er nicht mit einer technischen Ausbildung in die Fußstapfen seines Vaters steigen würde. Vielmehr ging er nach dem Abitur zum Studium der Fächer Philosophie und Kunstgeschichte zur Universität Würzburg. Hier betrieb er neben seinen Hauptfächern ein Studium generale, zu dem auch die Kontrapunktik und einiges mehr zählten.
Andere Stationen im Werdegang Albert Jungs waren: in den 1920er Jahren das Studium Klavier bei Willy Renner in Frankfurt am Main und Kompositionslehre bei Bernhard Sekles in Frankfurt am Main. Schüler Bernhard Sekles waren auch so verschiedene Musiker wie Theodor W. Adorno und Paul Hindemith. Schließlich nahm Jung 1932 Privatunterricht im Dirigieren bei Hermann von Schmeidel in Frankfurt, um das Kurorchester Bad Orb übernehmen zu können.
Albert Jung blieb als Musikdirektor sein Leben lang mit Bad Orb verbunden. Er starb in Frankfurt am 29. Dezember 1970.

## Wirken als Musiker und Komponist
Noch als Schüler begleitete Albert Jung, wie damals üblich, gelegentlich, Stummfilmaufführungen musikalisch am Klavier. Bereits während der Schulzeit lernt er in Würzburg den virtuosen Geiger und Paganinis Redivivus Jules Siber kennen und wurde unter dem Künstlernamen Albert Jung-Clément sein einfühlsamer Begleiter am Flügel.
Seit 1920 wurde er in Bad Orb ansässig, zunächst nur in den Semesterferien, später auf Dauer. Rasch wurde er eine feste Größe des musikalischen Lebens der Kurstadt. Er arbeitet mit Georg Henkel zusammen und gemeinsam mit Richard Zentgraf organisiert er kulturelle Feierstunden. In diesem Zusammenhang spielt auch Melchior Lechter eine gewichtige Rolle. Er war in den zwanziger und dreißiger Jahren häufiger Gast in Bad Orb und bezog Quartier im Haus Germania, in dem auch Jung logierte. 
Von 1932 bis 1935 war Jung Kur-Kapellmeister in Bad Orb. Zum 1. Mai 1933 trat er der NSDAP bei (Mitgliedsnummer 2.665.591). Ab der Saison 1934 organisierte er ein Zusammenwirken der Kurorchester von Bad Orb und Bad Brückenau, sodass ein Klangkörper von bis zu 43 Musikern entstand, für die beiden kleinen Kurstädte eine beeindruckende Größe.
Mit dem „Weckruf“, Op. 9, von 1934, den er für die Saarabstimmung des Folgejahres schrieb und seiner „Festmusik Op. 6“, von 1927 bekam Albert Jungs Leben eine politische Seite, als letzteres Werk zur Eröffnungsmusik des Parteikongresses der NSDAP wurde. Es führte ihn zur Kapellmeisterstelle des Reichssenders Saarbrücken, die er ab dem 1. Dezember 1935 bis 1939 bekleidete. In direkte Nähe zur NS-Führung brachte ihn auch sein Lebensfreund Heinrich Heim, der als frühes NS-Parteimitglied zunächst Kanzleikollege von Hans Frank und später Adjutant von Martin Bormann war.
Während des Krieges war Jung zunächst beim Wehrmachtssender in der Ukraine, später in Griechenland eingesetzt worden. Dort leitete er das griechische Orchester am Theater Saloniki. Bei seiner Entnazifizierung wurde er am 3. Oktober 1947 als Mitläufer eingestuft. Damit konnte 1948 ein Neustart in Bad Orb als Musikdirektor beginnen.
Es sollte eine Periode von 20 Jahren werden, in denen Albert Jung das gesamte professionelle Kulturprogramm der sich rasch entwickelnden Kurstadt dynamisch gestaltete. Die Symphoniekonzerte sprengten schon bald die enge Kursaison, was sich schon im Namen „Städtisches und Kurorchester“, in der Saison 1948/49 widerspiegelt. Erstklassige Solisten, wie Ludwig Hoelscher (Cello) und Heinrich Fink (Geige) kamen häufig in die Bäderstadt. Später reihte sich neben vielen anderen auch Elly Ney (Klavier) in diese illustre Reihe ein. Auch alte Bekannte aus Albert Jungs Zeit in Saloniki waren dabei. Die neue, moderne Konzerthalle des Architekten Bruno Rücker wurde zu seinem Musiktempel.
Die Jahre ab 1948 bis zu seinem Tod 1970 markierten auch die Zeit, in der neben der Arbeit des Musikdirektors Jung kein Platz mehr für den Komponisten Albert Jung übrig blieb, wohl aber auch das Bedürfnis nach selbstschaffender Tätigkeit gebremst war. So war die „Fantasia appassionata“ Op. 16 für großes Orchester von 1948 sein letztes großes Orchesterwerk. Erst nach dem Ende seiner Kapellmeistertätigkeit begann Albert Jung wieder ein kompositorisches Schaffen.

## Rezeption
In seinen eigenen Kompositionen bekennt sich Albert Jung klar zur Tonalität. Als seine ausgeglichensten, besten und schönsten Werke dürfen die „Passacaglia“ Op. 10 für großes Orchester und Orgel und die „Fantasia appassionata“ Op. 16 gelten. In der Öffentlichkeit und der Fachpresse fand das letztere Werk ein breit gestreutes Echo. Einige der Werke Albert Jungs gingen den Weg in die großen Konzertsäle, wie etwa die „Sinfonietta für großes Orchester“ Op. 5, in der Staatsoper Unter den Linden uraufgeführt.

## Werkeverzeichnis (Ausschnitt)
- „Deutsches Matrosenlied“, nach Hermann Löns. Jungs erstes gedrucktes Werk, 1915[8]
- „Valse-Caprice“[9]
- Vertonung des Bühnenwerkes von Waldfried Burggraf, alias Friedrich Forster: „Madeleine und ihr Page Hyazinth“
- Vertonungen etlicher Gedichte von Beate Lvovský-Clément, z. B. „Herbstschauer“ und „Lied an den Mond“[10].
- „Feierliche Tänze“, Orchestersuite[11]
- „Sinfonietta“, Op. 5
- „Festmusik“, Op. 6, München: F. E. C. Leuckart Musikverlag; Leipzig: Edition Peters Group, Leipzig, London, New York
- „Rhapsodie“, Op. 7
- „Weckruf“, Op. 9, 1934, Planegg: Philipp Grosch; Planegg bei München: Elisabeth Thomi-Berg Musikverlag und Verlagsauslieferungen
- „Passacaglia“, Op. 10, 1935
- „Fantasia appassionata“, Op. 16, 1948

## Auszeichnungen und Preise
- Kurt-Faber-Preis, 1935
- Musikpreis der „Westmark“ 1935[12]